# Miles Goodman
Miles Goodman (* 27. August 1949 in Los Angeles, Kalifornien; † 16. August 1996 in Brentwood, Kalifornien) war ein US-amerikanischer Komponist, Arrangeur und Musikproduzent.

## Leben
Nachdem Miles Goodman am Antioch College in Ohio in Englisch graduierte, wollte er ursprünglich Shakespeare in London studieren, doch ein Gespräch mit seinem Cousin, dem Oscarpreisträger und Komponisten Johnny Mandel, bewog ihn nach Los Angeles zurückzukehren, wo er Musik und Komposition unter anderem bei Albert Harris studierte. Dabei fing er „von Grund auf neu an und musste das Mittlere C lernen, um ein großartiger Musiker zu werden“, meinte der brasilianische Jazz-Musiker Oscar Castro-Neves, den er früh kennenlernte und mit dem er beinahe dreißig Jahre lang an seiner Seite musizierte.
Bereits 1975 konnte er mit der Filmmusik zur Low-Budget-Science-Fiktion-Komödie Wam Bam Thank You Spaceman seine erste eigenverantwortliche Filmkomposition nachweisen. Neben Fernsehserien waren es seitdem vor allen Dingen Fernsehfilme und vereinzelt auch leichtere Kinofilme, häufig Komödien, für die Goodman in den Folgejahren komponierte. Seine bekanntesten Werke waren unter anderem La Bamba, Teenwolf, Mein Partner mit der kalten Schnauze und Sister Act 2 – In göttlicher Mission.
Am 16. August 1996 verstarb Goodman nach einem Herzinfarkt im St. John's Hospital and Medical Center in Santa Monica.

## Filmografie (Auswahl)
- 1975: Wam Bam Thank You Spaceman
- 1976: Killer-Schlangen (Rattlers)
- 1982: Cagney & Lacey (Fernsehserie, 4 Episoden)
- 1982: Verhext (Jinxed!)
- 1982: Zwei in der Tinte (Lookin’ to Get Out)
- 1982: Zweimal täglich – Having it all (Having It All)
- 1983: Ein Tisch für fünf (Table for Five)
- 1983: High School U.S.A.
- 1983: Hochzeit mit Hindernissen (The Man Who Wasn’t There)
- 1985: Das total ausgeflippte Sommercamp (Poison Ivy)
- 1985: Es lohnt sich zu leben (A Reason to Live)
- 1985: Space
- 1985: Teenwolf (Teen Wolf)
- 1986: Der kleine Horrorladen (Little Shop of Horrors)
- 1986: Justizirrtum (Blind Justice)
- 1986: Nochmal so wie letzte Nacht (About Last Night…)
- 1986: Thompsons letzter Ausbruch (Thompson’s Last Run)
- 1987: Das Doppelspiel (The Squeeze)
- 1987: La Bamba
- 1987: Passion Flower – Leidenschaft und Ehrgeiz (Passion Flower)
- 1987: Wahre Männer (Real Men)
- 1987: Wie der Vater, so der Sohn (Like Father Like Son)
- 1988: Die Känguruh-Lady (Outback Bound)
- 1988: Zwei hinreißend verdorbene Schurken (Dirty Rotten Scoundrels)
- 1989: Boys (Staying Together)
- 1989: Mein Partner mit der kalten Schnauze (K-9)
- 1989: Mörderische News (Money, Power, Murder.)
- 1989: The Delinquents – Sie sind jung und wollen frei sein (The Delinquents)
- 1990: Der Unglücksritter (Opportunity Knocks)
- 1990: Kein Baby an Bord (Funny About Love)
- 1990: So ein Satansbraten (Problem Child)
- 1991: Ein Vermieter zum Knutschen (The Super)
- 1991: Na typisch! (He Said, She Said)
- 1991: Was ist mit Bob? (What About Bob?)
- 1992: Der Duft des Todes (Indecency)
- 1992: Die Muppets-Weihnachtsgeschichte (The Muppet Christmas Carol)
- 1992: Housesitter – Lügen haben schöne Beine (HouseSitter)
- 1992: Noch mehr Ärger mit Jack (For Richer, Foor Poorer)
- 1993: Indian Summer – Eine wilde Woche unter Freunden (Indian Summer)
- 1993: Sister Act 2 – In göttlicher Mission (Sister Act 2: Back in the Habit)
- 1994: Allein mit Dad & Co (Getting Even with Dad)
- 1994: Blankman
- 1995: Mein Partner mit der heißen Braut (For Better or Worse)
- 1996: Die dicke Vera (Larger Than Life)
- 1996: Dunston – Allein im Hotel (Dunston Checks In)
- 1997: Zwei Singles in L.A. (Til There Was You)

## Diskografie
- 1992: The Brasil Project
- 1995: Color and Light: Jazz Sketches of Sondheim

## Auszeichnungen
Golden Globe Award
- 1987: Nominiert für die Beste Filmmusik für Der kleine Horrorladen

BMI Film & TV Awards
- 1987: für Nochmal so wie letzte Nacht
- 1988: für La Bamba
- 1992: für Was ist mit Bob?